# 테트라카르파에아속
테트라카르파에아속(Tetracarpaea)은 속씨식물과의 하나인 테트라카르파에아과(Tetracarpaeaceae)의 유일속이다. 일부 식물 분류학자는 전통적인 분류 영역으로부터 낙지다리속(Penthorum)과 테트라카르파에라속을 포함하고 아파노페탈룸속(Aphanopetalum)까지도 포함하여 이 과를 확장함으로써 (넓은 의미의) 개미탑과로 분류한다.